# والت روك
والت روك (بالإنجليزية: Walt Rock)‏ هو لاعب كرة قدم أمريكية أمريكي، ولد في 4 نوفمبر 1941 في كليفلاند في الولايات المتحدة.

## وصلات خارجية
- والت روك على موقع مرجع كرة القدم المحترفة.كوم (الإنجليزية)